# Ui-jui-jui-au-au-au
Ui-jui-jui-au-au-au (auch: Ui Jui Jui Au Au Au) ist ein Karnevalslied der Mainzer Fastnacht. Es stammt von dem Stimmungsduo Die Mainzer Bänkelsänger (Lutz Franck und Wilfried Rudolph) des Mainzer Carneval-Vereins und wurde in der ZDF-Sendung Mainz bleibt Mainz von 1969 erstmals im Fernsehen aufgeführt.

## Inhalt
Das dreistrophige Schunkellied erzählt einfache Geschichten aus dem Alltag: Ein Vater rast mit seinem neuen Auto um die Ecke. Beinahe wäre es mit einem anderen Fahrzeug kollidiert. Die Familie ruft: Ui-jui-jui-au-au-au....Die Maurer legen an einem Neubau eine Pause ein, ein Mädchen schlendert vorbei, die Bauarbeiter rufen: Ui-jui-jui-au-au-au....Ein junges und noch wenig solventes Paar wird Eltern, der junge Vater entgegnet nur: Ui-jui-jui-au-au-au....

## Hintergrund
Das Lied entstand während einer Reise in die Vereinigten Staaten bei der eine Gruppe Mainzer Fastnachter mit einem Wagen an der Steuben Parade in New York City teilnahm. Bei Ausflügen mit dem Reisebus, besonders bei riskanten Überholvorgängen, soll das Ui-jui-jui-jui-jui entstanden sein. Das Lied, speziell der Refrain, entwickelte sich zum Klassiker der Mainzer Fastnacht und weit darüber hinaus. Es ist bei Büttenreden zu hören und wird in der Regel vom Publikum angestimmt, nach besonders bösartigen oder auch besonders flachen oder guten Pointen. Zur Deeskalation der Stimmung setzt das Hoforchester einen klaren Schlusspunkt, da sonst das Zeitmanagement der Sitzung gesprengt wird.

## Veröffentlichung
Das Lied erschien 1968 auf Single-Schallplatte beim Musiklabel Polydor.